# 옥포도서관
옥포도서관은 경상남도 거제시 옥포동 소재의 도서관이다.

## 연혁
- 2009년 1월 : 옥포도서관 공사착공(거제시)
- 2009년 10월 : 옥포도서관 위탁대행계약 체결(시설관리공단)
- 2009년 11월 : 옥포도서관 건축공사 준공
- 2009년 12월 : 옥포도서관 조례개정 공포
- 2010년 3월 18일: 옥포도서관 개관(명칭 : 거제시립옥포도서관)
- 2012년 1월 : 3개 도서관 거제시로 관리전환 직영관리

## 시설현황
- 지하1층: 보존서고, 기계실

- 1층: 어린이자료실, 사무실, 관장실

- 2층: 디지털자료실, 일반자료실, 쉼터

- 3층: 열람실, 세미나실, 쉼터

## 이용 안내
이용 시간
- 종합자료실: 09:00 ~ 18:00
- 디지털자료실: 09:00 ~ 18:00
- 학습실: 08:00 ~ 23:00

휴관일
- 매주 월요일
- 일요일을 제외한「관공서 공휴일에 관한 규정」에 의한 공휴일(다만, 일요일과 겹치는 공휴일은 휴관)
- 도서의 정리, 도서관 보수 또는 그 밖에 시장이 필요하다고 인정하는 경우